# イン・サーチ・オブ・ザ・ミステリー (アルバム)
『イン・サーチ・オブ・ザ・ミステリー』 (In Search of the Mystery) は、アルゼンチン人ジャズ作曲家兼サクソフォーン奏者ガトー・バルビエリのアルバムである。1967年に行われた演奏を収録し、同年にESPディスクからリリースされた。

## 収録曲
1. "In Search of the Mystery/Michelle" (Gato Barbieri/Gato Barbieri)
2. "Obsession No.2/Cinemateque" (Gato Barbieri/Gato Barbieri)

## パーソネル
- ガトー・バルビエリ (Gato Barbieri) - テナーサックス
- Norris Jones - コントラバス
- Calo Scott - チェロ
- Bobby Kapp - ドラム